# Paphnutius semirufus
Paphnutius semirufus är en insektsart som först beskrevs av Haupt 1924.  Paphnutius semirufus ingår i släktet Paphnutius och familjen spottstritar. Inga underarter finns listade i Catalogue of Life.